# Busnago
Busnago is een gemeente in de Italiaanse provincie Monza e Brianza (regio Lombardije) en telt 4955 inwoners (31-12-2004). De oppervlakte bedraagt 5,9 km², de bevolkingsdichtheid is 915 inwoners per km².

## Demografie
Busnago telt ongeveer 1936 huishoudens. Het aantal inwoners steeg in de periode 1991-2001 met 20,8% volgens cijfers uit de tienjaarlijkse volkstellingen van ISTAT.
| Jaar | Inwoneraantal |
| ---- | ------------- |
| 1991 | 3789          |
| 2001 | 4576          |

## Geografie
Busnago grenst aan de volgende gemeenten: Cornate d'Adda, Mezzago, Trezzo sull'Adda, Bellusco, Roncello, Grezzago, Trezzano Rosa.